# Rhopalomyia gnaphalodis
Rhopalomyia gnaphalodis är en tvåvingeart som beskrevs av Ephraim Porter Felt 1911. Rhopalomyia gnaphalodis ingår i släktet Rhopalomyia och familjen gallmyggor.
Artens utbredningsområde är Colorado. Inga underarter finns listade i Catalogue of Life.